# Hoegea distigma
Hoegea distigma là một loài bọ cánh cứng trong họ Cerambycidae.